# Lorenzo Fellon
Lorenzo Fellon, né le 15 juillet 2004 à Avignon, est un pilote de vitesse moto français, participant au championnat du monde de vitesse moto dans la catégorie Moto3 depuis la saison  2021 avec le team SIC58 Squadra Corse. Il est le fils de Laurent Fellon, ancien entraîneur et manager de Johann Zarco jusqu'à leur rupture fin 2018.

## Biographie

### Jeunesse
Lorenzo Fellon débute la moto à cinq ans sur une piste de karting. Il part ensuite en Espagne pour concourir à des compétitions de moto pour jeunes, non organisées en France. En 2015, il termine septième du championnat de Catalogne 70cc puis quatrième l’année suivante.

### 2019: Rookie Cup
Lors de la saison 2019, Fellon est sélectionné pour participer à la Red Bull MotoGP Rookies Cup. Sa saison est bonne, il termine les douze courses du championnat dans les points. Son meilleur résultat est une quatrième place lors de la dernière course de la saison au MotorLand Aragón. Il termine la saison cinquième, engrangeant 116 points, et est l'un des deux pilotes à ne déclarer aucun abandon.

### 2020: CEV
En 2020, le jeune pilote fait ses débuts dans le championnat FIM CEV (es) Moto3 Junior au sein du team Junior Estrella Galicia 0,0. Ses débuts sont difficiles, il ne prend pas de points lors des deux premières courses de la saison organisées au Portugal. Après sa chute dans la première course de Jerez, il marque des points dans toutes les courses de la saison. Il obtient son meilleur résultat lors de la première course organisée au MotorLand Aragón où il termine en quatrième position et réalise le meilleur tour en course. Lorenzo Fellon termine le championnat à la onzième place.

### 2021-: Moto3

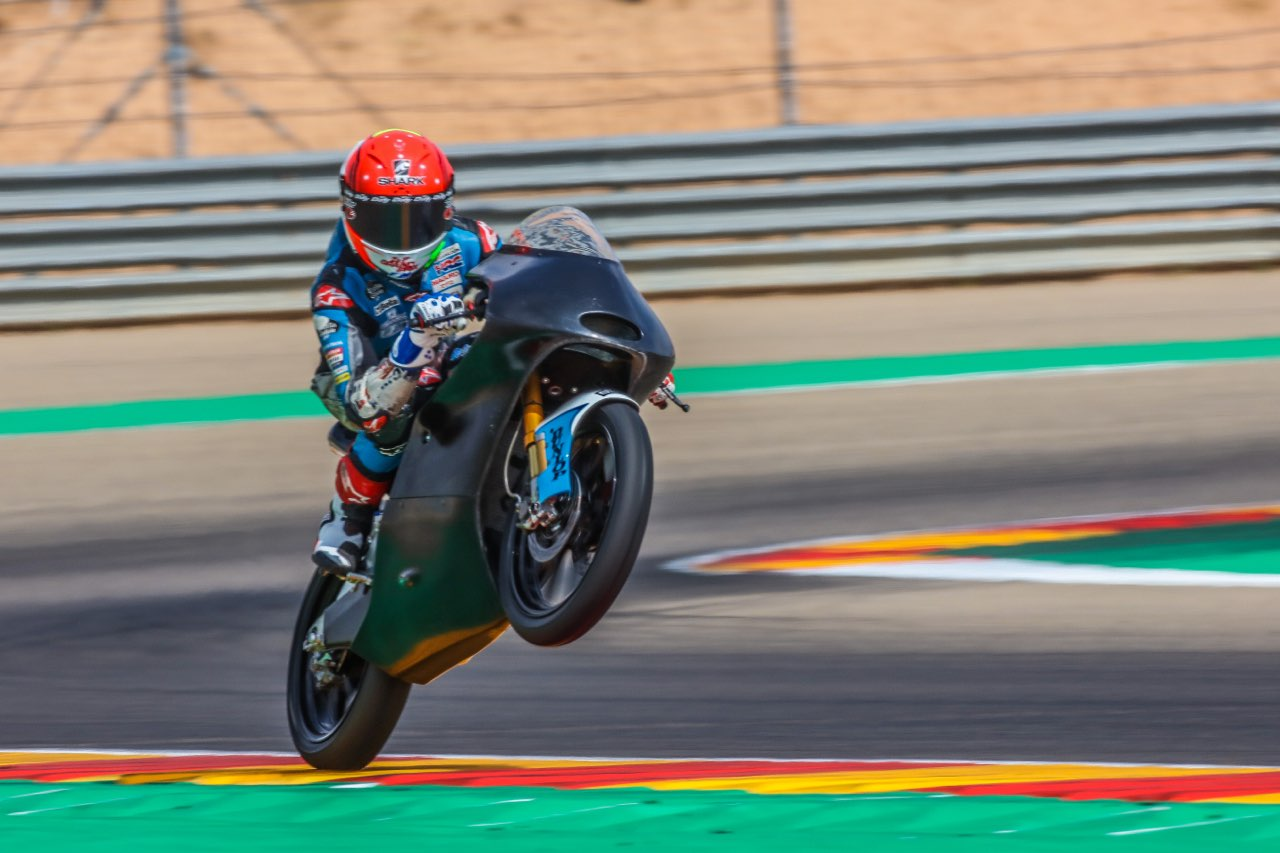
Lorenzo Fellon lors d'un essai en septembre 2020.

Lorenzo Fellon fait ses débuts en championnat du Monde Moto3 en 2021 avec l'écurie SIC58 Squadra Corse. Son coéquipier est l'expérimenté pilote japonais Tatsuki Suzuki. La saison se révèle difficile pour le jeune Français, qui peine à entrer dans les points en course. Malgré une qualification réussie en Allemagne — il se classe sixième —, l'Avignonnais manque sa chance d'inscrire des points en chutant à la mi-course,. Il termine la saison au trente-troisième rang du championnat sans avoir inscrit de point, avec trois seizièmes places pour meilleurs résultats. 
Sa saison 2022 débute par un abandon au Grand Prix du Qatar. Après deux courses vierges, Fellon obtient son premier point en course en terminant quinzième au Grand Prix des Amériques. Qualifié en troisième position au Portugal, il ne parvient cependant pas à maintenir cette position en course et termine à la quatorzième place, après avoir subi une pénalité de trois secondes pour ne pas avoir effectué un long lap. Une chute aux essais libres du Grand Prix d'Espagne l’empêche de disputer la course espagnole, l’équipe médicale le déclarant inapte après avoir constaté une luxation de l’épaule droite. À l'issue d'une deuxième saison compliquée, lors de laquelle son meilleur résultat est une treizième place acquise aux Pays-Bas et en Grande-Bretagne, Fellon fait l'objet de vives critiques de la part de son patron Paolo Simoncelli, celui-ci dénonçant l'attitude du Français pour ne pas avoir fourni assez d'efforts durant la saison, et de n'avoir cessé de répéter que seule une KTM pouvait le faire monter sur le podium (il pilotait alors une Honda). 
Pour la saison 2023, Fellon quitte SIC58 pour l'écurie CIP-Green Power d'Alain Bronec. Il change également de moto en passant sur une KTM. Le Français termine la saison à la vingt-septième place du championnat. Il ne parvient cependant pas à trouver de place en Moto3 pour 2024.

## Statistiques

### Courses par année
| Sais   | Cat   | Moto  | 1       | 2      | 3      | 4      | 5      | 6       | 7      | 8       | 9      | 10     | 11     | 12     | 13      | 14     | 15      | 16      | 17     | 18      | 19     | 20     | Clas | Pts |
| ------ | ----- | ----- | ------- | ------ | ------ | ------ | ------ | ------- | ------ | ------- | ------ | ------ | ------ | ------ | ------- | ------ | ------- | ------- | ------ | ------- | ------ | ------ | ---- | --- |
| 2021   | Moto3 | Honda | QAT 19  | DOA 20 | POR 22 | ESP 23 | FRA 19 | ITA 19  | CAT 16 | GER Ab. | NED 21 | STY 16 | AUT 17 | GBR 22 | ARA Ab. | RSM 19 | AME 16  | EMR 19  | ALG 17 | VAL Ab. |        |        | 33e  | 0   |
| 2022   | Moto3 | Honda | QAT Ab. | IND 16 | ARG 19 | AME 15 | POR 14 | ESP DNS | FRA 23 | ITA 14  | CAT 20 | GER 18 | NED 13 | GBR 13 | AUT 16  | RSM 18 | ARA Ab. | JAP Ab. | THA 16 | AUS 19  | MAL 19 | VAL 20 | 25e  | 11  |
| 2023 * | Moto3 | KTM   | POR DNS | ARG    | AME    | ESP    | FRA    | ITA     | ALL    | NED     | GBR 24 | AUT 24 | CAT 23 | RSM 24 | IND 17  | JPN 21 | IND 23  | AUS 10  | THA 21 | MAL 17  | QAT    | VAL    | 26e* | 6 * |

*Saison en cours